# (7709) 1994 RN1
1994 أر أن 1 (ويعرف أيضًا باسم (7709) 1994 أر أن 1 وفق تسمية الكوكب الصغير) (بالإنجليزية: 1994 RN1)‏ هو كويكب ضمن حزام الكويكبات؛ وترتيبه 7709 من حيث الاكتشاف.
اكتُشف هذا الجُرم الفلكي بواسطة تاكيشي أوراتا ‏ في 8 سبتمبر 1994.

## وصلات خارجية
- (7709) 1994 RN1 في قاعدة بيانات مختبر الدفع النفاث لأجرام النظام الشمسي الصغيرة

- الاكتشاف · مخطط المدار ·  العناصر المدارية · المعلمات المادية

- (7709) 1994 RN1 على موقع ويكي سكاي: DSS2, SDSS, GALEX, IRAS, Hydrogen α, X-Ray, Astrophoto, Sky Map, Articles and images